# VM i landevejscykling 2018 – Enkeltstart (junior herrer)
Junior herrernes enkeltstart ved VM i landevejscykling 2018 blev afholdt tirsdag den 25. september 2018 i Innsbruck, Østrig. Ruten var 27,8 km lang. Løbet blev vundet af belgiske Remco Evenepoel.

## Hold og ryttere
| 3 ryttere            | 2 ryttere | 2 ryttere | 1 rytter |
| -------------------- | --- | --- | --- |
| Belgien · Kasakhstan | Canada · Costa Rica · Danmark · Eritrea · Estland · Frankrig · Hviderusland · Irland · Italien · Japan · Kosovo · Litauen · Luxembourg · Holland | Norge · Polen · Portugal · Rumænien · Rusland · Rwanda · Slovakiet · Spanien · Storbritannien · Schweiz · Tyskland · Ukraine · USA · Østrig | Aserbajdsjan · Australien · Chile · Guyana · Kroatien · Letland · Puerto Rico · Slovenien · Syrien · Tjekkiet |

### Danske ryttere
- Jacob Hindsgaul Madsen
- William Blume Levy

## Resultater
| \| Samlede stilling \| Samlede stilling \| Samlede stilling \| Samlede stilling \| Samlede stilling \| \| Rytter \| Rytter \| Hold \| Tid \| \| \| ---------------- \| ----------------- \| ---------------- \| ---------------- \| ---------------- \| \| 1. \| Remco Evenepoel \| Belgien \| 33' 15" \| \| \| 2. \| Luke Plapp \| Australien \| + 1' 23" \| \| \| 3. \| Andrea Piccolo \| Italien \| + 1' 37" \| \| \| 4. \| Michel Heßmann \| Tyskland \| + 1' 47" \| \| \| 5. \| Søren Wærenskjold \| Norge \| + 1' 50" \| \| \| 6. \| Manuel Michielsen \| Holland \| + 2' 10" \| \| \| 7. \| Ilan Van Wilder \| Belgien \| + 2' 21" \| \| \| 8. \| Joseph Laverick \| Storbritannien \| + 2' 21" \| \| \| 9. \| Jacob Hindsgaul \| Danmark \| + 2' 26" \| \| \| 10. \| Michael Garrison \| USA \| + 2' 32" \| \| |                   |                |          |
| |                   |                |          |
| Kilde: ProCyclingStats |                   |                |          |
| Samlede stilling |                   |                |          |
| Rytter | Rytter            | Hold           | Tid      |
| 1. | Remco Evenepoel   | Belgien        | 33' 15"  |
| 2. | Luke Plapp        | Australien     | + 1' 23" |
| 3. | Andrea Piccolo    | Italien        | + 1' 37" |
| 4. | Michel Heßmann    | Tyskland       | + 1' 47" |
| 5. | Søren Wærenskjold | Norge          | + 1' 50" |
| 6. | Manuel Michielsen | Holland        | + 2' 10" |
| 7. | Ilan Van Wilder   | Belgien        | + 2' 21" |
| 8. | Joseph Laverick   | Storbritannien | + 2' 21" |
| 9. | Jacob Hindsgaul   | Danmark        | + 2' 26" |
| 10. | Michael Garrison  | USA            | + 2' 32" |